# Шакал (фільм)
«Шака́л» (англ. «The Jackal») — фільм Майкла Кейтона-Джонса. Стрічка «День Шакала» та однойменна книга Фредеріка Форсайта схожі на цей фільм лише деякими деталями сюжету та головним героєм — Шакалом, а взагалі ця стрічка кардинально відрізняється від попередньої.

## Сюжет
В результаті спільних дій ФБР (США) і МВC (Росія), проведена операція по затриманню молодшого брата впливового російського мафіозі на ймення Терек. Під час затримання він чинив опір і був убитий майором Валентиною Козловою. Терек вирішує помститися за смерть брата і наймає таємничого кілера, якого звуть Шакал.
Шакал просить 70 млн. доларів за контракт і половину грошей наперед. Терек погоджується і Шакал починає готуватися до замаху. Спецслужбам США стає відомим про те, що на когось з вищих осіб США, можливо на директора ФБР, буде здійснено замах. Проте ніяких даних на кілера немає, відомо лише те, що його наймало КГБ.
ФБР з'ясовує, що єдина людина яка знає Шакала в обличчя, це Ізабелла Занконія. Щоб знайти Ізабеллу, Престон просить у колишнього терориста Ірландської Республіканської Армії — Деклана Малквіна, котрий знав Занконію, сказати де вона знаходиться. Малквін погоджується допомогти ФБР знайти Шакала, бо він теж бачив його в обличчя, в обмін на дострокове звільнення з-під арешту та на спокійне життя Ізабелли.

## У ролях
- Брюс Вілліс — Шакал
- Річард Гір — Деклан Малквін
- Сідні Пуатьє — Картер Престон, заступник директора ФБР
- Даян Венора — Валентина Козлова
- Матильда Мей — Ізабелла Занконія
- Джонатан Кімбл Сіммонс — Агент ФБР Візерспун
- Річард Лайнбек — Агент ФБР МакМерфі
- Джон Каннінгем — Директор ФБР Дональд Браун
- Джек Блек — Ламонт
- Тесс Харпер — Перша леді
- Джонатан Сіммонс — Уізерспун
- Деніел Де Кім — Акасі
- Равіль Ісянов — Гацці Мурад

## Цікаві факти
- Спочатку роль кілера пропонували Річарду Гіру, але актор вибрав роль Малквіна, яка подобалася йому більше[2].
- Режисер оригінальної кінострічки «День шакала» Фред Зіннеманн, судився з босами компанії «Universal», щодо назви їх картини, у віці 81 року. Фред зумів отримати перемогу в цьому нелегкому поєдинку, проте через декілька місяців помер[2].
- Сцену, в якій Шакал вбиває гомосексуала перезняли на прохання самого Брюса Вілліса. Адже логічніше, якщо жертва гине внаслідок володіння зайвою інформацією, а не через ненависть кілера до представників сексуальних меншин[2].
- Після закінчення роботи над фільмом, Брюс Вілліс та Річард Гір дали один одному обіцянку більше ніколи не зніматися разом[2].
- Форсайт, письменник, який написав «День Шакала», з певних причин наполіг, щоб його ім'я прибрали з титрів. Саме тому у фільмі прізвище письменника відсутнє.
- При бюджеті в 60 млн доларів, стрічка зібрала 159.330.280 доларів.